# Nola Darling n'en fait qu'à sa tête (série télévisée)
Nola Darling n'en fait qu'à sa tête
Nola Darling n'en fait qu'à sa tête (She's Gotta Have It) est une série télévisée américaine en 19 épisodes d'environ 32 minutes créée par Spike Lee, d'après le film du même nom, et diffusée en deux saisons le 23 novembre 2017 et le 24 mai 2019 sur Netflix.

## Synopsis
Fort Greene, New York. Nola Darling, artiste afro-américaine polyamoureuse et pansexuelle, gère trois relations avec trois hommes très différents, tout en tentant de survivre financièrement dans un quartier en pleine gentrification et de créer des œuvres fortes exprimant ses convictions sociales et politiques. Mais une agression en pleine rue provoque de nombreuses remises en question…

## Distribution

### Personnages principaux
- DeWanda Wise (VF : Fily Keita) : Nola Darling
- Cleo Anthony (en) (VF : Diouc Koma) : Greer Childs
- Lyriq Bent (VF : Antoine Nouel) : Jamie Overstreet
- Anthony Ramos (VF : Jhos Lican) : Mars Blackmon
- Chyna Layne (en) (VF : Aurélie Konaté) : Shemekka Epps (saison 2, récurrente saison 1)
- Margot Bingham (VF : Leslie Lipkins) : Clorinda Bradford (saison 2, récurrente saison 1)
- De'Adre Aziza (en) (VF : Emmanuelle Rivière) : Raqueletta Moss (saison 2, récurrente saison 1)

### Personnages récurrents
- Ilfenesh Hadera (VF : Christèle Billault) : Opal Gilstrap
- Kim Director (VF : Céline Duhamel puis Isabelle Maudet) : Bianca Tate
- Sydney Morton (VF : Marianne Leroux) : Cheryl Overstreet
- Elise Hudson (VF : Claire Morin) : Rachel
- Elvis Nolasco (VF : Jean-Baptiste Anoumon) : Papo Da Mayor
- Heather Headley (VF : Annie Milon) : Dr Jamison
- Fat Joe (VF : Eilias Changuel) : Winnie Win
- Joie Lee (VF : Maïk Darah) : Septima
- James McCaffrey (VF : Julien Chatelet) : Danton Phillips
- Thomas Jefferson Byrd (en) (VF : Thierry Desroses) : Stokes
- muMs da Schemer (VF : Philippe Bozo) : Cash Jackson
- Nolan Gerard Funk : Andrew Goldling
- Wallace Shawn (VF : Daniel Lafourcade) : Julius Kemper

Version française
- Société de doublage : MJM Post-Prod
- Direction artistique : Antoine Nouel
- Adaptation des dialogues : Alexa Donda, Philippe Lebeau et Laurence Fattelay

 Source et légende : version française (VF) sur RS Doublage

## Production
Le 17 juillet 2019, Netflix annule la série.

### Fiche technique
Sauf indication contraire, les informations mentionnées dans cette section peuvent être confirmées par la base de données cinématographiques IMDb,  présente dans la section « Liens externes ».
- Création : Spike Lee
- Réalisation : Spike Lee
- Musique : Bruce Hornsby
- Direction de la photographie : Daniel Patterson
- Décors : Curt Beech (en)
- Costumes : Marci Rodgers (en)
- Pays de production :  États-Unis
- Langue originale : anglais
- Société de distribution : Netflix

## Épisodes

### Première saison (2017)
1. #PlanCul (DOCTRINE)
2. #BootyFull (ACCEPTATION DE SOI)
3. #LBD (LA PETITE ROBE NOIRE)
4. #LezLove (LIBERTÉ SEXUELLE)
5. #4MyNegusAndMyBishes (LE POIDS DES MOTS)
6. #IlMelangeTout (DYSLEXIE)
7. #CommentFairelAmourAUnBlackSansSeFatiguer
8. #LamourNePaiePasLeLoyer (TENSIONS)
9. #AChangeIsGonnaCome (GENTRIFICATION)
10. #LeChoixDeNola (THANKSGIVING)

### Deuxième saison (2019)
1. #SentimentFort
2. #TerminusConeyIsland
3. #LamourFaitMal
4. #NationTime
5. #SuperFunkyCaliFragiSexy
6. #ToutFinitParSePayer
7. #QuandOnSaitPas
8. #ÇaMonteÇaDescendÇaSurprend
9. #ArtMiroir

## Réception critique
| Saison | Saison | Critique            | Critique          |
| Saison | Saison | Rotten Tomatoes     | Metacritic        |
| ------ | ------ | ------------------- | ----------------- |
|        | 1      | 87 % (45 critiques) | 77 (23 critiques) |